# Paitobius zygethus
Paitobius zygethus är en mångfotingart som beskrevs av Chamberlin och Wang 1952. Paitobius zygethus ingår i släktet Paitobius och familjen stenkrypare. Inga underarter finns listade i Catalogue of Life.